# Цзан Шии
Цзан Шии (кит. упр. 臧式毅, пиньинь Zāng Shìyì, октябрь 1884 — 13 ноября 1956) — китайский генерал, во времена Китайской республики был губернатором провинции Ляонин, затем принял участие в создании Маньчжоу-го.

## Биография
Цзан Шии родился в Фэнтяне провинции Ляонин империи Цин. В 1909 году он был направлен на учёбу в Японию, где сначала учился в Токио в специальном учебном заведении по подготовке военных кадров для китайской армии, а затем в Рикугун сикан гакко, после чего в 1911 году вернулся в Китай. Служил у Сунь Лечэня из Фэнтяньской клики, в 1920 году принял участие в Чжили-Аньхойской войне, затем некоторое время был начальником штаба Армии обороны северо-западной границы. В июне 1924 года по приказу Чжан Цзолиня вернулся в Шэньян, когда в результате Второй Чжили-Фэнтяньской войны Фэнтяньская клика получила контроль над территориями к югу от Великой стены — Цзан Шии стал генерал-губернатором провинции Цзянсу, откуда был впоследствии вытеснен Сунь Чуаньфаном. В 1928 году после смерти Чжан Цзолиня Цзан Шии поддержал объединение Китая, и в 1930 году был назначен губернатором провинции Ляонин.
Когда в 1931 году после Мукденского инцидента Маньчжурия была оккупирована Квантунской армией, то Цзан Шии поначалу отказался сотрудничать с японцами и был брошен за решётку. Позднее он изменил своё решение, и 16 декабря 1931 года вновь стал губернатором провинции Ляонин (которой было возвращено дореволюционное название «Фэнтянь»). Когда в 1932 году было образовано Маньчжоу-го, то Цзан Шии оставался на посту губернатора провинции Фэнтянь при дальнейших изменениях административно-территориального деления. В 1935 году император Пу И рассматривал его как возможную кандидатуру на должность премьер-министра Маньчжоу-го (вместо Чжэн Сяосюя). С 21 марта 1935 года Цзан Шии стал председателем сената Маньчжоу-го, и оставался на этом посту вплоть до ликвидации Маньчжоу-го в 1945 году. Помимо этого он был заместителем министра внутренних дел, а 28 октября 1941 года был назначен послом Маньчжоу-го при марионеточном китайском правительства Ван Цзинвэя.
После вступления СССР в войну с Японией в августе 1945 года Цзан Шии созвал 17 августа 1945 года чрезвычайную сессию парламента Маньчжоу-го, на котором было провозглашено отречение Пуи, и попытался организовать переговоры с СССР, однако 20 августа Синьцзин был взят Советской армией, и 30 августа Цзан Шии был арестован.
Поначалу Цзан Шии находился в заключении в Сибири. В 1950 году он был экстрадирован в Китайскую народную республику, где был помещён в Фушуньскую тюрьму для военных преступников. 13 ноября 1956 года он скончался в заключении.